# Gallia (Familie)

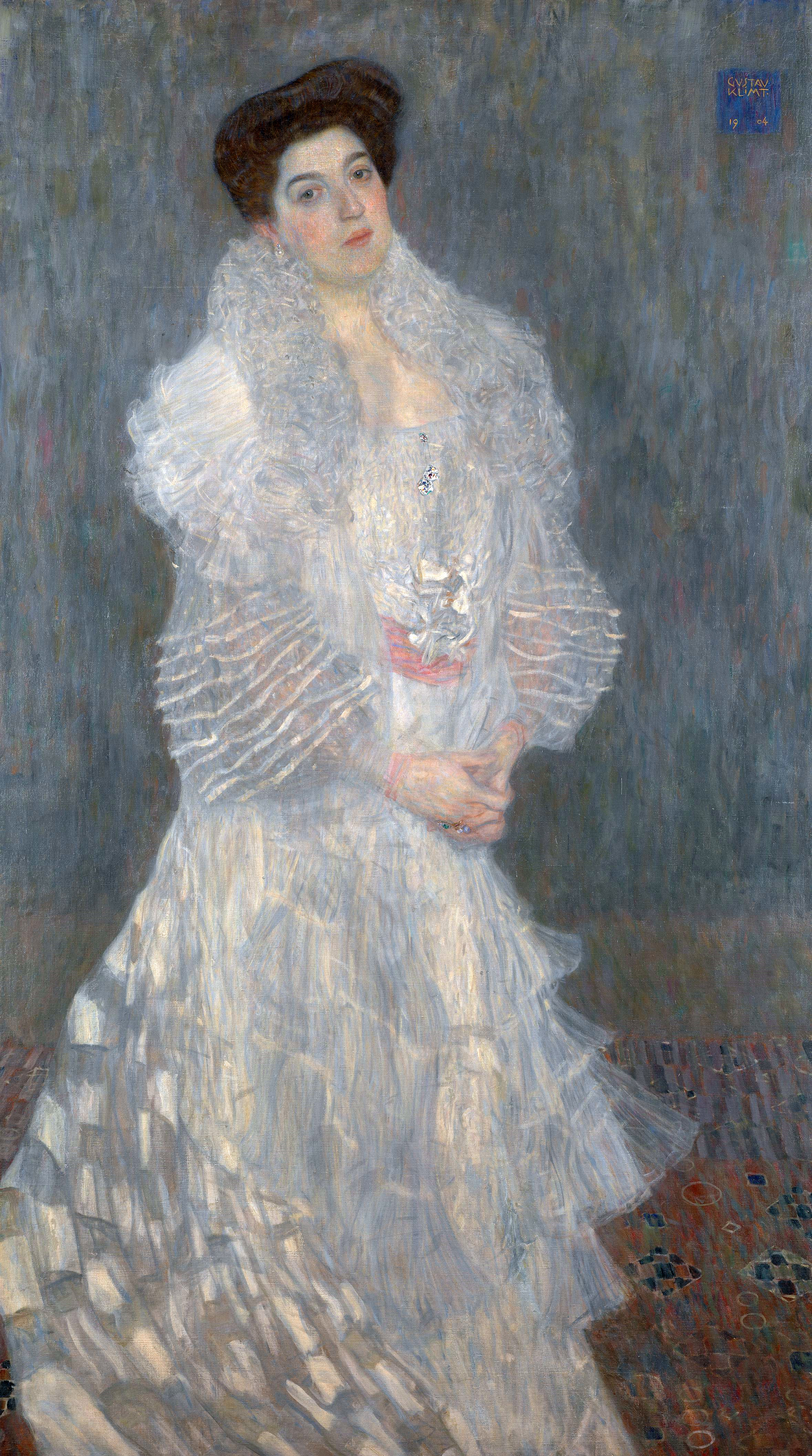
Gustav Klimt: Hermine Gallia, 1903 / 1904 (National Gallery, London)

Die Familie Gallia war eine wohlhabende und kunstsinnige jüdische Wiener Familie. Sie wurde 2011 durch das von Tim Bonyhady (* 1957), einem Nachkommen, veröffentlichte Werk Wohllebengasse. Die Geschichte meiner Wiener Familie in Erinnerung gerufen.

## Adolf Gallia
Carl Auer von Welsbach, Erfinder des Leuchtmittels Auer-Glühstrumpf und 1892 Gründer der Österreichischen Gasglühlicht- (später: und Elektrizitäts-)Actiengesellschaft, beschäftigte den Rechtsanwalt Adolf Gallia (1852–1925) mit Kanzlei und Wohnung in Wien 1., Dorotheergasse 6, damit, seine Erfindung in möglichst vielen Ländern der Welt patentrechtlich schützen zu lassen (1905 inserierte die Welsbach Light Company in Sydney, Australien). Er nahm den Anwalt auch in den Verwaltungsrat seiner AG auf. Die AG hatte ihren Sitz in Wien 4., Schleifmühlgasse 4, wo Auer schon zuvor geschäftlich tätig war.
Adolf stammte wie sein Bruder Moritz Gallia (bis 1902 Schreibweise: Moriz) aus Bisenz bei Göding in Südmähren, also aus der nördlichen Umgebung Wiens, die durch die Kaiser Ferdinands-Nordbahn (die erste in Österreich errichtete Dampfeisenbahn) bestens erschlossen war.
Adolf Gallia war in Auers Diensten sehr erfolgreich. Er konnte sich 1903 von Jakob Gartner das Eckhaus 1., Stubenring 24 / Dr.-Karl-Lueger-Platz 6 (heute durch das Café Prückel bekannt) und ein zweites Haus in der Nähe bauen lassen. Er wohnte am Stubenring mit seiner Ehefrau Ida und verlegte auch seine Rechtsanwaltskanzlei dorthin. Er blieb in Auers Diensten, auch als sein Bruder aus Auers Firmen ausschied.

## Moritz Gallia
Carl Auer von Welsbach beschäftigte auch den Bruder seines Rechtsanwaltes, Moritz Gallia (1858–1918, Schreibung vor der Rechtschreibreform 1902: Moriz), Kaufmann, vom Kaiser später ehrenhalber mit dem Titel Regierungsrat ausgezeichnet. Er rückte bald zu einem der beiden Direktoren von Auers Gasglühlicht-AG auf.
Moritz Gallia wurde als Direktor so gut honoriert und erlebte solche Wertsteigerungen seiner Investments, dass er umfangreiche Firmenbeteiligungen erwerben konnte. 1901 ließ er sich von Ferdinand Andri porträtieren, in der Folge auch die Kinder. Moritz und Hermine Gallia, geb. Hamburger (1870–1936; die Urgroßmutter Tim Bonyhadys), konvertierten 1910 zum Christentum, nachdem sie ihre Kleinkinder schon früher katholisch taufen hatten lassen.

### Beziehung zu Klimt
Moritz Gallia konnte es sich 1903 leisten, seine Frau Hermine von Gustav Klimt malen zu lassen, obwohl er dafür (umgerechnet) etwa drei heutige Angestellten-Jahresgehälter zahlen musste. Klimt war in dieser Zeit wegen seiner „Fakultätsbilder“, die im Auftrag des k.k. Unterrichtsministeriums für die Universität Wien entstanden waren, sehr umstritten, dennoch aber erfolgreich. Er stellte fast das gesamte Werk seiner letzten sechs Jahre, darunter das noch unvollendete Porträt Hermine Gallias, vom 14. November 1903 bis zum 6. Jänner 1904 bei der ausschließlich ihm gewidmeten XVIII. Ausstellung der Wiener Secession aus, wobei Josef Hoffmann und Kolo Moser die Ausstellungsgestaltung besorgten und Moser den Katalog entwarf. Das Ehepaar Gallia kaufte bei der Ausstellung eines der neuen Gemälde Klimts, eine Waldszene.

### Beziehungen zu anderen Künstlern
Moritz und Hermine Gallia waren neben ihrem Naheverhältnis zu Klimt auch als Mäzene Josef Hoffmanns bekannt und ließen sich eine Raumflucht in ihrem Haus in der Wohllebengasse von Hoffmann als Gesamtkunstwerk einrichten. Sie waren mit Alma Mahler-Werfel und ihrem Stiefvater Carl Moll bestens bekannt, mit diesem auch befreundet; sie kauften etwa zehn seiner Gemälde. Sie besaßen ein Mahler-Porträt von Emil Orlik, das Mahler und Orlik signiert hatten (das Bild ist heute im Besitz Tim Bonyhadys); es hatte ursprünglich Theobald Pollak (1855–1912), Hofrat im k.k. Eisenbahnministerium, gehört, mit dem sie befreundet waren.

### Haus Wohllebengasse 4
Als Moritz Gallia in die Dienste Auers trat, erhielt er eine (Dienst?)wohnung am Firmensitz in der Schleifmühlgasse 4. Als er aber bei der Firma Graetzin-Licht-Gesellschaft, einer mit Auers Unternehmen konkurrierenden Firma, großen Einfluss gewann, beendete er 1911–1913 sein Engagement bei und für Auer und kaufte 1911 ein Althaus in der Wohllebengasse im 4. Wiener Gemeindebezirk, um dort in einem Neubau seinen eigenen Wohnsitz zu begründen. Auer hielt Moritz’ Ausscheiden, das mit der Loyalität seines Bruders Adolf kontrastierte, für extrem illoyal.
Im von Franz von Krauß im Auftrag von Moritz und Hermine Gallia in modernem Stil erbauten Wohnhaus neben dem Palais Schwarzenberg wohnte Familie Gallia dann von 1914 bis 1938; die Wohnung nahm etwa 700 Quadratmeter ein. Die oberen Stockwerke des Hauses bestanden aus Mietwohnungen. An der Prinz-Eugen-Straße, von der die Wohllebengasse abzweigt, befanden sich um die Ecke zwei Palais der Familie Rothschild (Palais Albert Rothschild, Palais Rothschild; letzteres besteht bis heute).
Das Haus in der Wohllebengasse wurde nach 1945 an die Familie zurückgestellt und von ihr verkauft. Es befand sich bis 1955 im sowjetischen Sektor des von den vier Alliierten besetzten Wien, was den Wert der Immobilie minderte.

### Moritz’ Tod

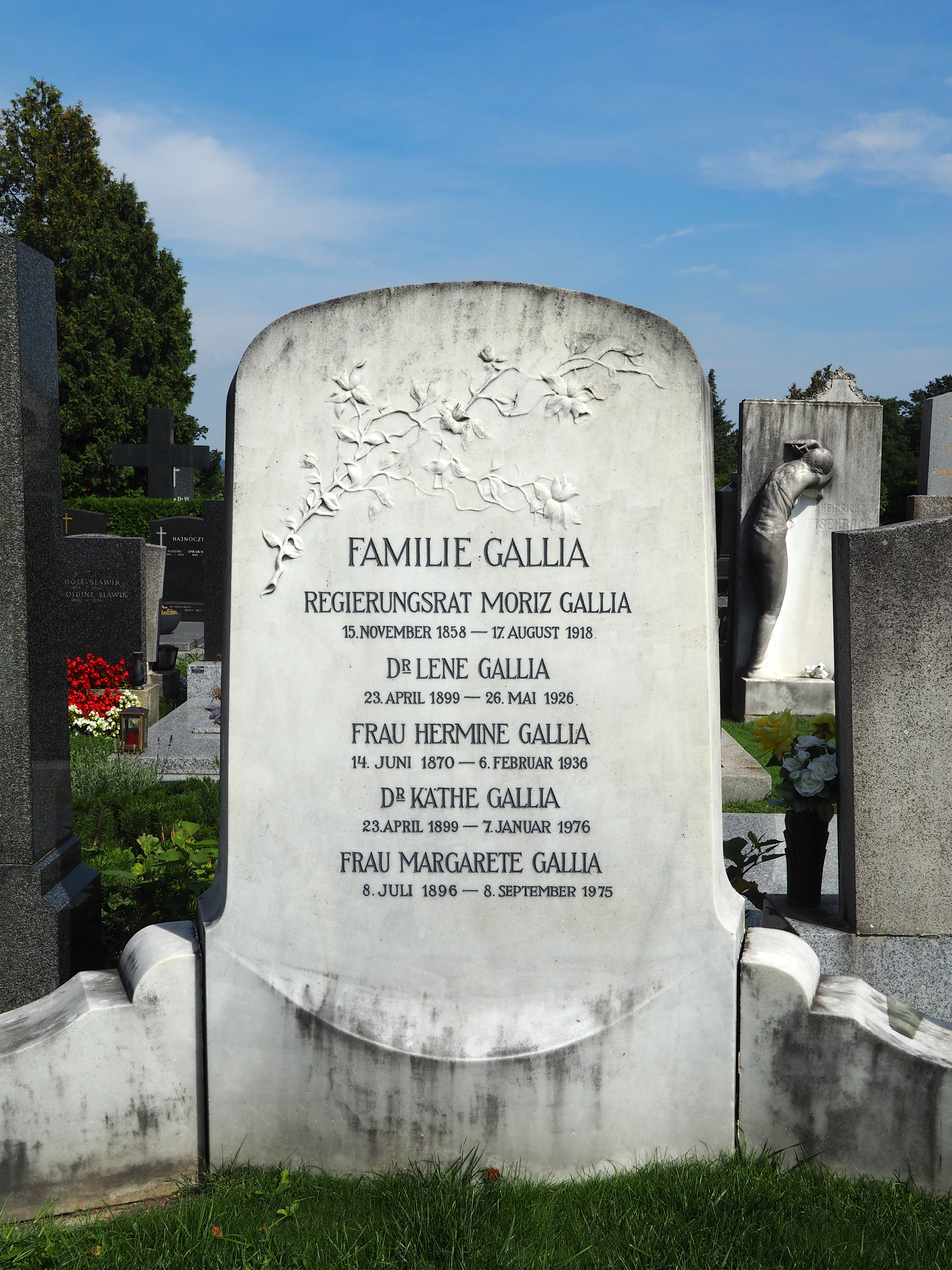
Grabstätte der Familie Gallia am Hietzinger Friedhof

Moritz Gallia starb am 17. August 1918 in der Wohllebengasse nach längerer Krankheit, die die besten Ärzte der Stadt nicht zweifelsfrei diagnostizieren konnten und gegen die sie kein Mittel gefunden hatten. Traueranzeigen wurden von der Firma Hamburger (einem Unternehmen der Familie seiner Frau), von der Graetzin-Licht-Gesellschaft, der Spirituosenerzeugung Johann Timmels Witwe, der Eisenbahn Trient–Malé und der Wiener Werkstätte geschaltet, wo er zuletzt Vorsitzender des Aufsichtsrats gewesen war, – alles Unternehmen, an denen er zumindest beteiligt war.
Seine Witwe Hermine kaufte auf Friedhofsdauer eine Dreifachgrabstelle auf dem Hietzinger Friedhof, Gruppe 12, Nr. 101–103; dort befindet sich die Familiengruft der Gallias.

## Gretl Gallia
Glückliche Umstände bewirkten es, dass Moritz und Hermine Gallias Tochter Margarete (Gretl) Gallia (kurzzeitig verehelichte Herschmann, 1896–1975), ihre Tochter Annelore Herschmann (bzw. Anne Gallia), verehelichte Bonyhady (1922–2003), und Gretls Schwester Käthe Gallia (1899–1976) das Klimt-Gemälde und die von Josef Hoffmann gestaltete Einrichtung des Familiensitzes im Herbst 1938 bei ihrer durch den antisemitischen Terror des NS-Regimes erzwungenen Ausreise nach Australien per Spedition nachkommen lassen konnten. Einige andere Mitglieder der großen Familie sind im Holocaust umgekommen.
Das Klimt-Porträt Hermine Gallias wurde von den Erben später an die National Gallery in London verkauft, nachdem ein australisches Museum in den 1960er Jahren die Annahme als Schenkung abgelehnt hatte.

## Tim Bonyhady
Gretls Enkel und Annes Sohn Tim Bonyhady wurde für sein Buch 2012 in seinem Heimatland Australien mit einem der Preise der vom Staat New South Wales vergebenen Premier's Literary Awards, dem Community Relations for a Multicultural NSW Award, gewürdigt. Dieser Preis wird für Werke vergeben, die sich mit der Einwanderung nach Australien und der Niederlassung von Zuwanderern befassen. Bonyhady hatte 2001 für sein Buch The Colonial Earth den im Rahmen der New South Wales Premier's History Awards vergebenen Australian History Prize erhalten.